# カラ州

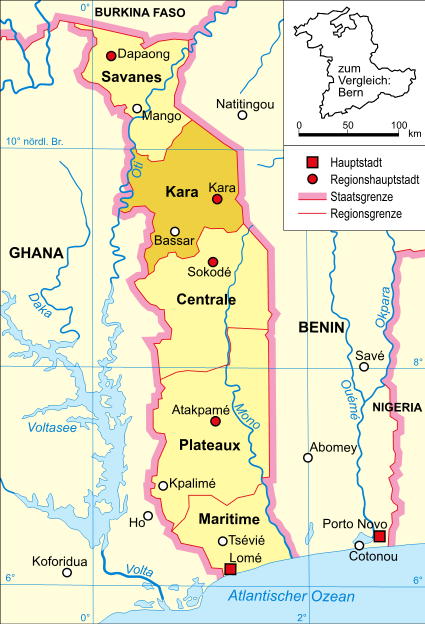

カラ州（フランス語: Région de la Kara）はトーゴの行政区画。人口は約99万人（2022年国勢調査）。

## 概要
カラ州は、トーゴの5つある州のひとつ。州都はカラ。カラの他、主な都市に、バフィヨ、バサル、ニャムトゥーグーがある。カラ州は北にサバナ州、南に中央州との州境を持つ。西にはガーナのノーザン州、北東にはベナンのアタコラ県、南東にはベナンのドンガ県と国境を接している。
カラ州は1981年ごろにサバナ州と中央州の一部を統合し成立した。トーゴで最も新しい州である。

## 関連項目

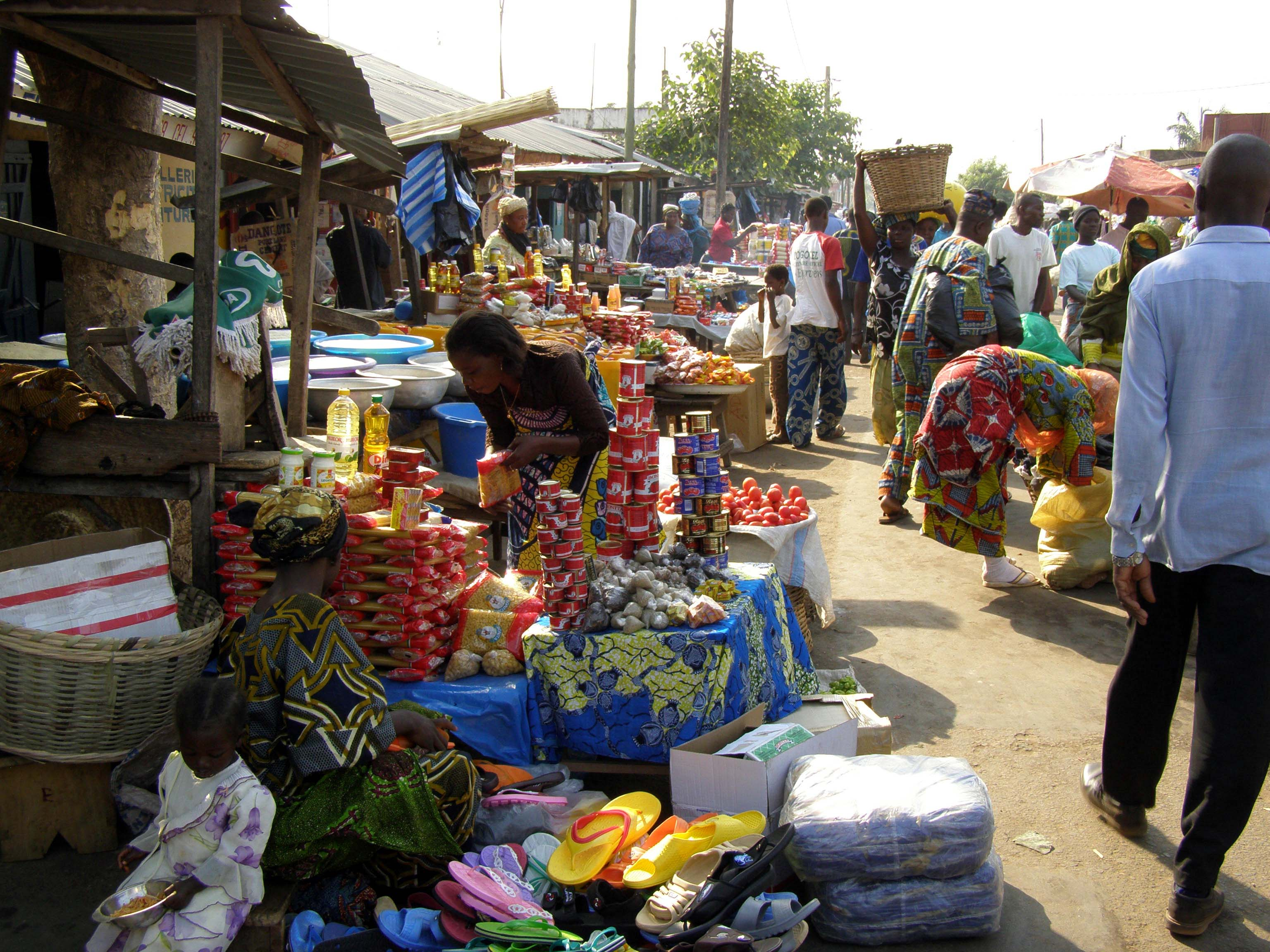
カラ市内のマーケット

## カラ州の下部行政区画

### 県(Préfecture)

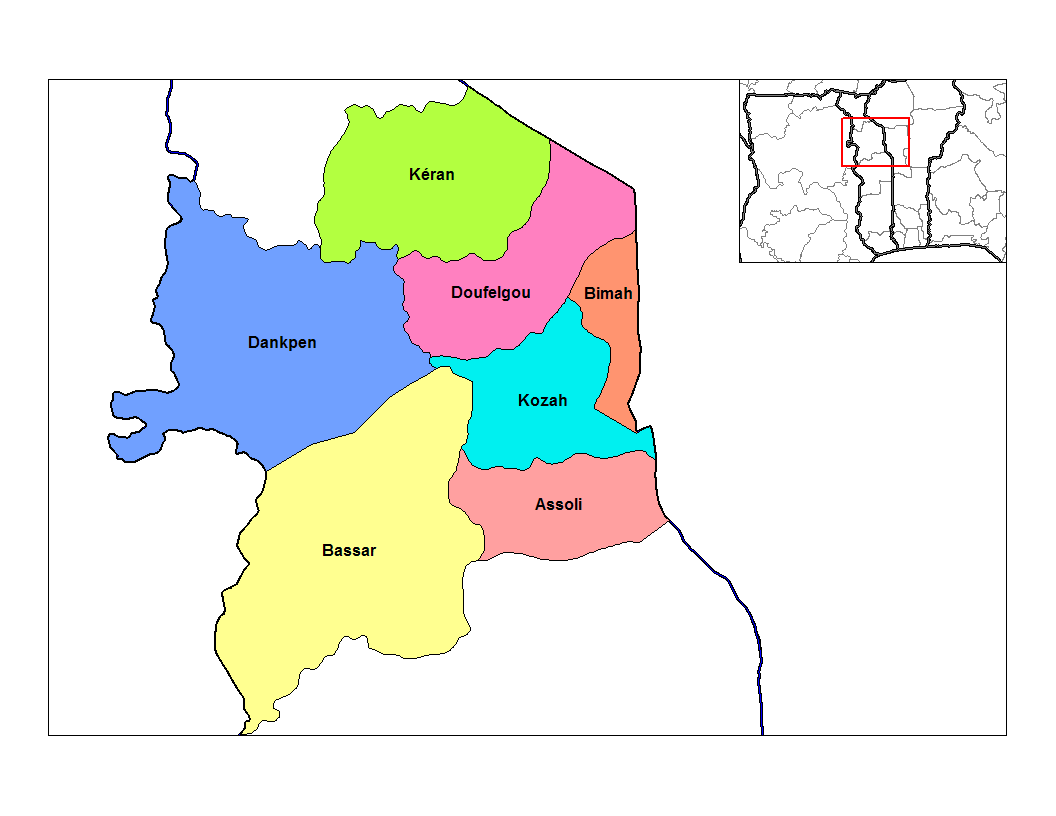
カラ州の県

- Assoli
- Bassar
- Bimah
- Dankpen
- Doufelgou
- Kéran
- Kozah